# 日本國王
日本國王是日本掌握政權者（尤其是武家政權的統治者）在中世紀和近世時期在外交上使用的稱號。
室町幕府將軍足利義滿接受明朝「日本國王」的封號後，日本國王成為室町幕府將軍的外交稱謂。而江戶幕府的將軍則多自稱為「日本國大君」。

## 簡介
最早，中國朝廷把日本的領導人稱作「倭王」。到了唐朝以後，改稱「日本國王」。在《唐丞相曲江張先生文集》中，收錄有《敕日本國王書》一文。在《元史日本傳》中，也提到大元皇帝忽必烈向日本送出國書，要求「日本國王」服從元朝的統治。這裏面的「日本國王」都是指當時的日本天皇。
明朝建立以後，明太祖向日本派遣使節，要求日本取締倭寇並向明朝朝貢。當時日本正處於南北朝時代，佔據九州一帶的南朝懷良親王拒絶，把明朝派來的七個使節處決，室町幕府驅逐了懷良親王的勢力後，室町幕府和九州一帶的大名仍舊以「日本國王懷良」的名義與明朝進行貿易。
室町幕府將軍受限於國內經濟，試圖恢復明日貿易，自1374年起曾數次向明朝派遣使節。1374年，足利義滿以「日本征夷將軍源義滿」的名義向明朝朝貢，要求與明朝貿易。然而明朝拒絕了室町幕府的要求，理由是明太祖認為「大覺系」的「日本國王懷良」（或作良懷）才是日本正統君主，而「持明系」則是亂臣。足利義滿是「持明系」的軍官，更不應與之通交。
1401年，足利義滿接受博多商人肥富的意見，以「日本國王臣源義滿」的名義，遣肥富和僧人祖阿攜表文向明朝朝貢。建文帝敕封足利義滿為日本國王。然而使者滯華期間，明朝發生了靖難之變，燕王朱棣以武力打敗了金陵的姪子建文帝，奪了帝位，是為永樂帝。被責以篡位惡名的永樂帝，眼見「外夷」日本的使臣到來，永樂十分高興，認為蠻夷來朝，是作為天子之德的鐵証，因此立即冊封源道義（足利義滿）為日本國王，賜日本國王之印，發給勘合符，明朝正式與日本建立宗藩關係。
此後，室町幕府的將軍都使用「日本國王」的稱號與明朝通連外交。在戰國時期，幕府的通交權實際上掌握在細川氏、大內氏、毛利氏和宗氏這些門閥大名的手裏，這些要人們為了經濟利益，常常偽造含有幕府將軍署名的國書，與明朝進行貿易。
1596年，因萬曆朝鮮之戰談和的緣故，明朝萬曆帝冊封太閣豐臣秀吉為「日本國王平秀吉」，秀吉拒絕接受明朝的封號再戰。萬曆帝的冊封詔書現保存於大阪歷史博物館中，被今日的日本政府認定為重要文化财产。
江戶幕府以後，多數武士與士大夫受到儒家君臣名分的思想，幕府將軍不願意對外僭越天皇，國書上之稱號改為「日本國大君」。在江戶第六代將軍德川家宣時代，新井白石的改革中，幕府將軍的稱號一度被改為室町時代的「日本國王」，直到第八代德川吉宗繼任將軍，新井白石失勢，日本國王的稱號亦被廢除，改回「日本國大君」。
在中國歷史上，中國朝廷稱日本的領導人（包括天皇及幕府將軍）為「倭王」或「日本國王」。而朝鮮半島的國王則稱日本領導人為「日王」（일왕）。不僅是朝鮮還包括越南等東亞文化圈的國家，皆不承認「日本天皇」這一稱號，認為只有中國皇帝才能稱「皇」。二战结束后，朝鲜半岛仍然长期称日本天皇为“日王”，但在官方正式场合则称之为天皇（천황）。

### 引用
1. ↑  . 文化廣播公司. 1989-01-07  [2021-02-13]. （原始内容存档于2019-04-13） （韩语）. 히로히토 일왕이 오늘 오전 6시 33분 87살의 일기로 숙환으로 사망했습니다.
2. ↑  . KBS. 2019-10-22  [2019-10-23]. （原始内容存档于2019-10-23）.

## 外部連結
- 明朝与日本“朝贡”关系的历史真相 （页面存档备份，存于）
- 2016年 韓國JTBC新闻广播 , 日本王室'終戰演說'肉聲原本公開... （页面存档备份，存于） ( 2016년 JTBC 뉴스방송, 일본왕실 종전 연설 육성 공개... )